# ESL One: Cologne 2014
Electronic Sports League One: Cologne 2014, zkracováno na ESL One: Cologne 2014, byl turnaj ve hře Counter-Strike: Global Offensive. Jednalo se o turnaj nejvyšší kategorie "Premier". Týmy si za umístění rozdělily částku 250 000 USD.
Vítězem se stal tým Ninjas in Pyjamas, který ve finále udolal Fnatic v poměru 2:1 na mapy.

## Základní skupiny

### Skupina A
| Tabulka | Tabulka           | Tabulka | Tabulka  |
| #       | Tým               | V/P     | Postup   |
| ------- | ----------------- | ------- | -------- |
| 1.      | Epsilon eSports   | 2/0     | Play-off |
| 2.      | Ninjas in Pyjamas | 2/1     | Play-off |
| 3.      | HellRaisers       | 1/2     | ---      |
| 4.      | Team Wolf         | 0/2     | ---      |

| Zápasy            | Zápasy | Zápasy | Zápasy            |
| ----------------- | ------ | ------ | ----------------- |
| 1. kolo           |        |        |                   |
| Ninjas in Pyjamas | 16     | 7      | Team Wolf         |
| Epsilon eSports   | 16     | 1      | HellRaisers       |
| Zápas poražených  |        |        |                   |
| HellRaisers       | 16     | 4      | Team Wolf         |
| Zápas vítězů      |        |        |                   |
| Ninjas in Pyjamas | 6      | 16     | Epsilon eSports   |
| Rozhodující zápas |        |        |                   |
| HellRaisers       | 11     | 16     | Ninjas in Pyjamas |

### Skupina B
| Tabulka | Tabulka           | Tabulka | Tabulka  |
| #       | Tým               | V/P     | Postup   |
| ------- | ----------------- | ------- | -------- |
| 1.      | Team LDLC.com     | 2/0     | Play-off |
| 2.      | Natus Vincere     | 2/1     | Play-off |
| 3.      | Copenhagen Wolves | 1/2     | ---      |
| 4.      | London Conspiracy | 0/2     | ---      |

| Zápasy            | Zápasy | Zápasy | Zápasy            |
| ----------------- | ------ | ------ | ----------------- |
| 1. kolo           |        |        |                   |
| Team LDLC.com     | 16     | 2      | London Conspiracy |
| Copenhagen Wolves | 6      | 16     | Natus Vincere     |
| Zápas poražených  |        |        |                   |
| London Conspiracy | 5      | 16     | Copenhagen Wolves |
| Zápas vítězů      |        |        |                   |
| Team LDLC.com     | 16     | 12     | Natus Vincere     |
| Rozhodující zápas |        |        |                   |
| Copenhagen Wolves | 17     | 19     | Natus Vincere     |

### Skupina C
| Tabulka | Tabulka        | Tabulka | Tabulka  |
| #       | Tým            | V/P     | Postup   |
| ------- | -------------- | ------- | -------- |
| 1.      | Fnatic         | 2/0     | Play-off |
| 2.      | Virtus.pro     | 2/1     | Play-off |
| 3.      | Team iBUYPOWER | 1/2     | ---      |
| 4.      | dAT Team       | 0/2     | ---      |

| Zápasy            | Zápasy | Zápasy | Zápasy         |
| ----------------- | ------ | ------ | -------------- |
| 1. kolo           |        |        |                |
| Virtus.pro        | 16     | 7      | dAT Team       |
| Team iBUYPOWER    | 7      | 16     | Fnatic         |
| Zápas poražených  |        |        |                |
| dAT Team          | 6      | 16     | Team iBUYPOWER |
| Zápas vítězů      |        |        |                |
| Virtus.pro        | 16     | 19     | Fnatic         |
| Rozhodující zápas |        |        |                |
| Team iBUYPOWER    | 2      | 16     | Virtus.pro     |

### Skupina D
| Tabulka | Tabulka       | Tabulka | Tabulka  |
| #       | Tým           | V/P     | Postup   |
| ------- | ------------- | ------- | -------- |
| 1.      | Cloud9        | 2/0     | Play-off |
| 2.      | Team Dignitas | 2/1     | Play-off |
| 3.      | Titan         | 1/2     | ---      |
| 4.      | Vox Eminor    | 0/2     | ---      |

| Zápasy            | Zápasy | Zápasy | Zápasy        |
| ----------------- | ------ | ------ | ------------- |
| 1. kolo           |        |        |               |
| Team Dignitas     | 16     | 9      | Vox Eminor    |
| Titan             | 18     | 22     | Cloud9        |
| Zápas poražených  |        |        |               |
| Vox Eminor        | 1      | 16     | Titan         |
| Zápas vítězů      |        |        |               |
| Team Dignitas     | 14     | 16     | Cloud9        |
| Rozhodující zápas |        |        |               |
| Titan             | 1      | 16     | Team Dignitas |

## Play-off
|  | Čtvrtfinále       | Čtvrtfinále       |               |   | Semifinále | Semifinále |  |  | Finále | Finále |
|  | 0                 |                   |               |   |            |            |  |  |        |        |
|  |                   |                   |               |   |            |            |  |  |        |        |
|  | Fnatic            | 2                 |               |   |            |            |  |  |        |        |
|  | Fnatic            | 2                 |               |   |            |            |  |  |        |        |
|  | Natus Vincere     | 1                 |               |   |            |            |  |  |        |        |
|  | Natus Vincere     | 1                 | Fnatic        | 2 |            |            |  |  |        |        |
|  |                   |                   | Fnatic        | 2 |            |            |  |  |        |        |
|  |                   | Team Dignitas     | 0             |   |            |            |  |  |        |        |
|  | Epsilon eSports   | Team Dignitas     | 0             | 0 |            |            |  |  |        |        |
|  | Epsilon eSports   |                   |               | 0 |            |            |  |  |        |        |
|  | Team Dignitas     | 2                 |               |   |            |            |  |  |        |        |
|  | Team Dignitas     | 2                 | Fnatic        | 1 |            |            |  |  |        |        |
|  |                   |                   | Fnatic        | 1 |            |            |  |  |        |        |
|  |                   | Ninjas in Pyjamas | 2             |   |            |            |  |  |        |        |
|  | Team LDLC.com     | Ninjas in Pyjamas | 2             | 2 |            |            |  |  |        |        |
|  | Team LDLC.com     |                   |               | 2 |            |            |  |  |        |        |
|  | Virtus.pro        | 0                 |               |   |            |            |  |  |        |        |
|  | Virtus.pro        | 0                 | Team LDLC.com | 1 |            |            |  |  |        |        |
|  |                   |                   | Team LDLC.com | 1 |            |            |  |  |        |        |
|  |                   | Ninjas in Pyjamas | 2             |   |            |            |  |  |        |        |
|  | Cloud9            | Ninjas in Pyjamas | 2             | 1 |            |            |  |  |        |        |
|  | Cloud9            |                   |               | 1 |            |            |  |  |        |        |
|  | Ninjas in Pyjamas | 2                 |               |   |            |            |  |  |        |        |
|  | Ninjas in Pyjamas | 2                 |               |   |            |            |  |  |        |        |

## Pořadí
| Místo   | Tým               | Výhra    |
| ------- | ----------------- | -------- |
| 1.      | Ninjas in Pyjamas | $100,000 |
| 2.      | Fnatic            | $50,000  |
| 3.–4.   | Team Dignitas     | $22,000  |
| 3.–4.   | Team LDLC.com     | $22,000  |
| 5.–8.   | Natus Vincere     | $10,000  |
| 5.–8.   | Epsilon eSports   | $10,000  |
| 5.–8.   | Virtus.pro        | $10,000  |
| 5.–8.   | Cloud9            | $10,000  |
| 9.–12.  | HellRaisers       | $2,000   |
| 9.–12.  | Copenhagen Wolves | $2,000   |
| 9.–12.  | Team iBUYPOWER    | $2,000   |
| 9.–12.  | Titan             | $2,000   |
| 13.–16. | Team Wolf         | $2,000   |
| 13.–16. | London Conspiracy | $2,000   |
| 13.–16. | dAT Team          | $2,000   |
| 13.–16. | Vox Eminor        | $2,000   |

## Sestavy medailistů
| Ninjas in Pyjamas Christopher "GeT_RiGhT" Alesund Patrik "f0rest" Lindberg Adam "friberg" Friberg Richard "Xizt" Landström Robin "Fifflaren" Johansson Trenér: Faruk "pita" Pita | |
| fnatic Robin "Flusha" Rönnquist Jesper "JW" Wecksell Markus "pronax" Wallsten Olof "olofmeister" Kajbjer Freddy "KRiMZ" Johansson Trenér: Jonatan "Devilwalk" Lundberg           | |
| Team Dignitas Henrik "FeTiSh" Christensen Nicolai "dev1ce" Reedtz Peter "dupreeh" Rothmann Andreas "Xyp9x" Højsleth Philip "aizy" Aistrup Trenér: Steffen "3k2" Markussen        | Team LDLC.com Vincent "Happy" Schopenhauer Dan "apEX" Madesclaire Mathieu "Maniac" Quiquerez Hovik "KQLY" Tovmassian Kévin "Uzzziii" Vernel Trenér: Emmanuel "MoMaN" Marquez |